# Liste von Mühlen im Kirnitzschtal
Die Liste von Mühlen im Kirnitzschtal gibt eine Übersicht über die historischen Wassermühlen im Tal der Kirnitzsch und an deren Nebenbächen, unabhängig davon, ob sie noch existieren oder bereits verfallen und abgerissen sind.
Es wurden etwa 30 Mühlenstandorte erfasst. Bei Mühlen, die unter Denkmalschutz stehen, kann über die ID-Nummer der jeweilige Denkmaltext aus der sächsischen Denkmalliste aufgerufen werden. Die historische Bedeutung der Mühlen als Einzeldenkmale ergibt sich aus dem Denkmaltext des Landesamts für Denkmalpflege Sachsen.

## Legende
- Bild: zeigt ein Bild der Mühle und gegebenenfalls zusätzlich einen Link zu weiteren Fotos im Medienarchiv Wikimedia Commons.
- Bezeichnung: Name der Mühle und gegebenenfalls Bauwerksname des Kulturdenkmals
- Lage: Ortsteil bzw. Gemarkung sowie Straßenname und Hausnummer. Der Link Karte führt zur Kartendarstellung.
- Datierung: gibt das Jahr der Fertigstellung oder den Zeitraum der Errichtung an.
- Beschreibung: Angabe baulicher und geschichtlicher Einzelheiten, von Denkmaleigenschaften sowie ehemaligen Besitzern oder Bewohnern der Mühle
- ID: Falls die Mühle ein Kulturdenkmal ist, ist hier die ID-Nr. des Landesamts für Denkmalpflege Sachsen angegeben. Ein ggf. vorhandenes Icon  führt zu den Angaben bei Wikidata.

## Liste von Mühlen im Kirnitzschtal
Die Liste ist entsprechend der örtlichen Lage am Flusslauf von der Quelle zur Mündung gegliedert.
| Mühlen an der Kirnitzsch                |                                           |                                                            |                    | |                          |
| Direkt Bild zu diesem Denkmal hochladen | Mühle und Sägewerk Schönlinde             | Krásná Lípa, Pražská (Karte)                               |                    | ehem. Mühle und Sägewerk Schönlinde am Fiebigteich (Cimrák), abgerissen (wüst) |                          |
| Direkt Bild zu diesem Denkmal hochladen | Tausch-Mühle in Schönlinde                | Krásná Lípa, Kyjovská (Karte)                              |                    | ehem. Mühle (Tauschův mlýn), abgerissen (wüst) |                          |
| Direkt Bild zu diesem Denkmal hochladen | Mühle und Sägewerk Schönbüchel            | Krásný Buk 41 (Karte)                                      |                    | ehem. Mühle und Sägewerk Schönbüchel, jetzt Pension |                          |
| Direkt Bild zu diesem Denkmal hochladen | Mühle Langengrund                         | Dlouhý Důl 20 (Karte)                                      |                    | ehem. Mühle in Langengrund am Dlouhodolský potok am Šiml-Teich |                          |
| Weitere Bilder                          | Mühle in Khaa                             | Kyjov 36 (Karte)                                           |                    | ehem. Mühle in Khaa, später Textilfabrik vom Anfang des 20. Jh. |                          |
|                                         | Dixmühle in Khaa                          | Kyjov 9 (Karte)                                            |                    | ehem. Dixmühle in Khaa (Dixův mlýn Kyjov), nach 1945 abgerissen, nur ein Nebengebäude existiert noch |                          |
| Direkt Bild zu diesem Denkmal hochladen | Brettmühle im „Loch“                      | Hinterhermsdorf, Im Loch (Karte)                           |                    | ehem. Mühle, um 1800 abgerissen, genaue Lage unklar |                          |
| Weitere Bilder                          | Böhmische Mühle Hinterdaubitz             | Zadní Doubice (Karte)                                      |                    | ehem. Böhmische Mühle (Český mlýn), um 1950 abgerissen. |                          |
| Weitere Bilder                          | Obere Mühle Hinterhermsdorf               | Hinterhermsdorf, Heidelbachweg 1 (Karte)                   |                    | ehem. Obermühle Hinterhermsdorf am Heidelbach, jetzt Pension | Wikidata-Objekt anzeigen |
| Weitere Bilder                          | Niedermühle Hinterhermsdorf               | Hinterhermsdorf, An der Kirnitzsch 3 (Karte)               | nach 1857          | ehem. Mühle; Müllerwohnhaus und drei Nebengebäude sowie Wasserbau eines Mühlenanwesens; alle Gebäude Fachwerk, baugeschichtlich und ortsgeschichtlich bedeutendes Ensemble. | 09254492                 |
|                                         | Böhmische Brettmühle Hinterdittersbach    | Zadní Jetřichovice (Karte)                                 |                    | ehem. Mühle, später Kirnitzschänke, nach 1945 abgerissen, genaue Lage unklar. |                          |
| Weitere Bilder                          | Buschmühle                                | Ottendorf. Kirnitzschtalstraße 1 (Karte)                   | um 1800            | ehem. Mühle; Mühlenbetrieb 1992 eingestellt. Wohnmühlenhaus (Umgebinde), Speicher, mühlen- und wassertechnische Anlage; Zeugnis der Getreide- und Holzverarbeitung sowie Denkmal der Fremdenverkehrsgeschichte in der Sächsischen Schweiz, technikgeschichtlich und regionalgeschichtlich von Bedeutung. | 09254635                 |
| Weitere Bilder                          | Neumannmühle Ottendorf                    | Ottendorf, Kirnitzschtalstraße 4-5 (Karte)                 | 18./19. Jh.        | Sägemühle seit 1791, Technisches Denkmal seit 1996. Mühle der Holzverarbeitung mit Anbau und technischer Ausstattung, Mühlenwohnhaus und Nebengebäude, Wasserrad, Mühlgraben, Wehr und Brücke; frühe, seit dem 16. Jahrhundert urkundlich belegte, einfach gestaltete Holzschliff- und Sägemühle mit Wohnhaus, seltene technische Ausstattung wie das venezianische Sägegatter (18./19. Jh.) und der wohl einzigen in Sachsen im Original erhaltenen Holzschliffmaschine nach Kellerschem Verfahren und der Papier- und Pappenherstellung (um 1870) von großer technikgeschichtlichen Bedeutung mit Seltenheitswert, nach dem Bau der Straße im Kirnitzschtal 1871-1873 Ausbau zur Holzschleiferei nach dem Kellerschen Holzschliffverfahren, bis 1955 in Betrieb, danach Umbau zur Schauanlage mit zum Teil Techniknachbauten realisiert durch die TU Dresden wissenschaftsgeschichtlich und ortsgeschichtlich von Bedeutung. | 09254537                 |
| Weitere Bilder                          | Felsenmühle Ottendorf                     | Ottendorf, Kirnitzschtalstraße 6-8 (Karte)                 |                    | ehem. Mühle, jetzt Sägewerk Felsenmühle GmbH | Wikidata-Objekt anzeigen |
| Weitere Bilder                          | Alte Schleifmühle Lichtenhain             | Lichtenhain, Kirnitzschtalstraße 12a (Karte)               | Mitte 19. Jh.      | Ehemaliges Wohnmühlenhaus, mit Resten des Mühlgrabens; bau- und ortsgeschichtliche Bedeutung. | 09254660                 |
| Weitere Bilder                          | Lichtenhainer Mühle                       | Lichtenhain, Kirnitzschtalstraße 12 (Karte)                | 2. Drittel 19. Jh. | Wohnmühlenhaus der Lichtenhainer Mühle; bau- und ortsgeschichtliche Bedeutung. | 09254513                 |
| Weitere Bilder                          | Haidemühle Lichtenhain                    | Lichtenhain, Kirnitzschtalstraße 10 (Karte)                | 1795               | ehem. Mühle, Wohnhaus der Haidemühle sowie Mühlgraben und Reste der Radkammer; bau - und ortsgeschichtliche Bedeutung. | 09254534                 |
| Weitere Bilder                          | Mittelndorfer Mühle                       | Mittelndorf, OT von Sebnitz, Kirnitzschtalstraße 4 (Karte) | 1518               | ehem. Mühle Mittelndorf, jetzt Wohnhaus und Pension | Wikidata-Objekt anzeigen |
| Weitere Bilder                          | Ostrauer Mühle                            | Ostrau, OT von Bad Schandau, Kirnitzschtalstraße (Karte)   |                    | ehem. Mühle, jetzt Wasserkraftwerk, Campingplatz und Wohnhaus | Wikidata-Objekt anzeigen |
| Direkt Bild zu diesem Denkmal hochladen | Stadtmühle Schandau                       | Bad Schandau (Karte)                                       |                    | ehem. Mühle, abgerissen, genaue Lage unklar |                          |
| Mühlen an den Nebenbächen               |                                           |                                                            |                    | |                          |
| Weitere Bilder                          | Richtermühle Zeidler                      | Brtníky 237 (Karte)                                        |                    | ehem. Richtermühle in Zeidler am Brtnický potok (Zeidlerbach) | Wikidata-Objekt anzeigen |
| Weitere Bilder                          | Obermühle oder Königsmühle Hemmehübel     | Kopec 22, OT von Staré Křečany (Karte)                     |                    | ehem. Obermühle oder Königsmühle Hemmehübel am Brtnický potok |                          |
|                                         | Mittelmühle Hemmehübel                    | Kopec 82 (Karte)                                           |                    | ehem. Mittelmühle Hemmehübel am Brtnický potok, jetzt Neubau auf den Resten der Wäber-Mühle (Waberův mlýn). |                          |
| Direkt Bild zu diesem Denkmal hochladen | Zimmermühle oder Niedermühle Hemmehübel   | Kopec 78 (Karte)                                           |                    | ehem. Zimmermühle, später ein Sägewerk am Brtnický potok, in den 1950er Jahren abgerissen (wüst) |                          |
| Weitere Bilder                          | Dorfmühle Hinterhermsdorf                 | Hinterhermsdorf, Schandauer Straße 23 (Karte)              | 1712               | ehem. Mühle am Dorfbach, jetzt ruinös. Wohnmühlenhaus (Umgebinde); baugeschichtlich und ortsgeschichtlich von Bedeutung. | 09254477                 |
| Weitere Bilder                          | Gnauckmühle Saupsdorf                     | Saupsdorf, Hinteres Räumicht 17 (Karte)                    | um 1890            | ehem. Gnauckmühle (urspr. Obere Rölligmühle) Saupsdorf am Räumichtbach. Die Mühle entstand 1878 als Sägemühle. Bauherr war Gustav Röllig, dessen Familie auch die Rölligmühle (Hinteres Räumicht 1) betrieb. Die Mühle wurde deshalb anfangs auch als Obere Rölligmühle bezeichnet. Die Bezeichnung Gnauckmühle kam um 1920 auf, als Max Gnauck die Witwe des Mühlengründers heiratete. Der Mahlbetrieb wurde 1953 eingestellt. Das Anwesen wurde bis 1989 als Kinderferienlager genutzt. Die Schneidemühle befand sich im Anbau auf der Westseite des Mühlenwohnhauses. Wohnhaus (ehemaliges Wohnmühlenhaus) der Gnauckmühle: Obergeschoss Fachwerk, Dachüberstand mit behauenen Sparren, Erdgeschoss Sandsteingewände, Korbbogenportal mit kleiner Treppe, dahinter liegend Radkammer - technisches Denkmal. | 09254618                 |
| Weitere Bilder                          | Rölligmühle Saupsdorf                     | Saupsdorf, Hinteres Räumicht 1 (Karte)                     | 1818               | ehem. Mühle am Räumichtbach; jetzt Vereinshütte des Sächsischen Bergsteigerbundes. Wohnstallhaus (Umgebinde); Obergeschoss Fachwerk, baugeschichtliche und ortsgeschichtliche Bedeutung. | 09254624                 |
| Weitere Bilder                          | Räumichtmühle Saupsdorf                   | Saupsdorf, Vorderes Räumicht 10 (Karte)                    | 1811               | ehem. Mühle am Räumichtbach; ehem. Wohnmühlenhaus (Umgebinde, Obergeschoss Fachwerk), jetzt Gasthof; bau- und ortsgeschichtliche Bedeutung. | 09254625                 |
|                                         | Amtslehnmühle Saupsdorf                   | Saupsdorf, Niederdorfstraße 15 (Karte)                     | um 1830            | ehem. Amtslehnmühle, später Schneidemühle; Wohnhaus (Umgebinde) und daran angebautes Seitengebäude eines Hakenhofes; Obergeschoss Fachwerk, stattlicher Hakenhof, bildprägend, baugeschichtlich von Bedeutung. | 09254582                 |
| Weitere Bilder                          | Waldmühle Saupsdorf                       | Saupsdorf, An der Richtermühle 2 (Karte)                   | um 1800            | ehem. Mühle am Waldmühlenbach; Auszugshaus der Waldmühle; Obergeschoss Fachwerk, u. a. baugeschichtliche Bedeutung. | 09254628                 |
| Weitere Bilder                          | Richtermühle Saupsdorf                    | Saupsdorf, An der Richtermühle 1 (Karte)                   | 1794               | ehem. Mühle am Waldmühlenbach; Wohnmühlenhaus der Richtermühle; Obergeschoss zum Teil noch Fachwerk, baugeschichtliche und ortsgeschichtliche Bedeutung. | 09254627                 |
| Direkt Bild zu diesem Denkmal hochladen | Pietzsch-Mühle oder Niedermühle Ottendorf | Ottendorf, Loch-Räumicht 6 (Karte)                         |                    | ehem. Pietzsch-Mühle (auch Endler-Mühle oder Bärmühle) am Ottendorfer Dorfbach, jetzt Sägewerk Ottendorf | Wikidata-Objekt anzeigen |

## Landkarten-Archiv
- Messtischblatt Königstein 444 (1910) (abgerufen am 16. August 2025)
- Messtischblatt Zittau 445 (1906) (abgerufen am 16. August 2025)